# St. Anna (Vogt)

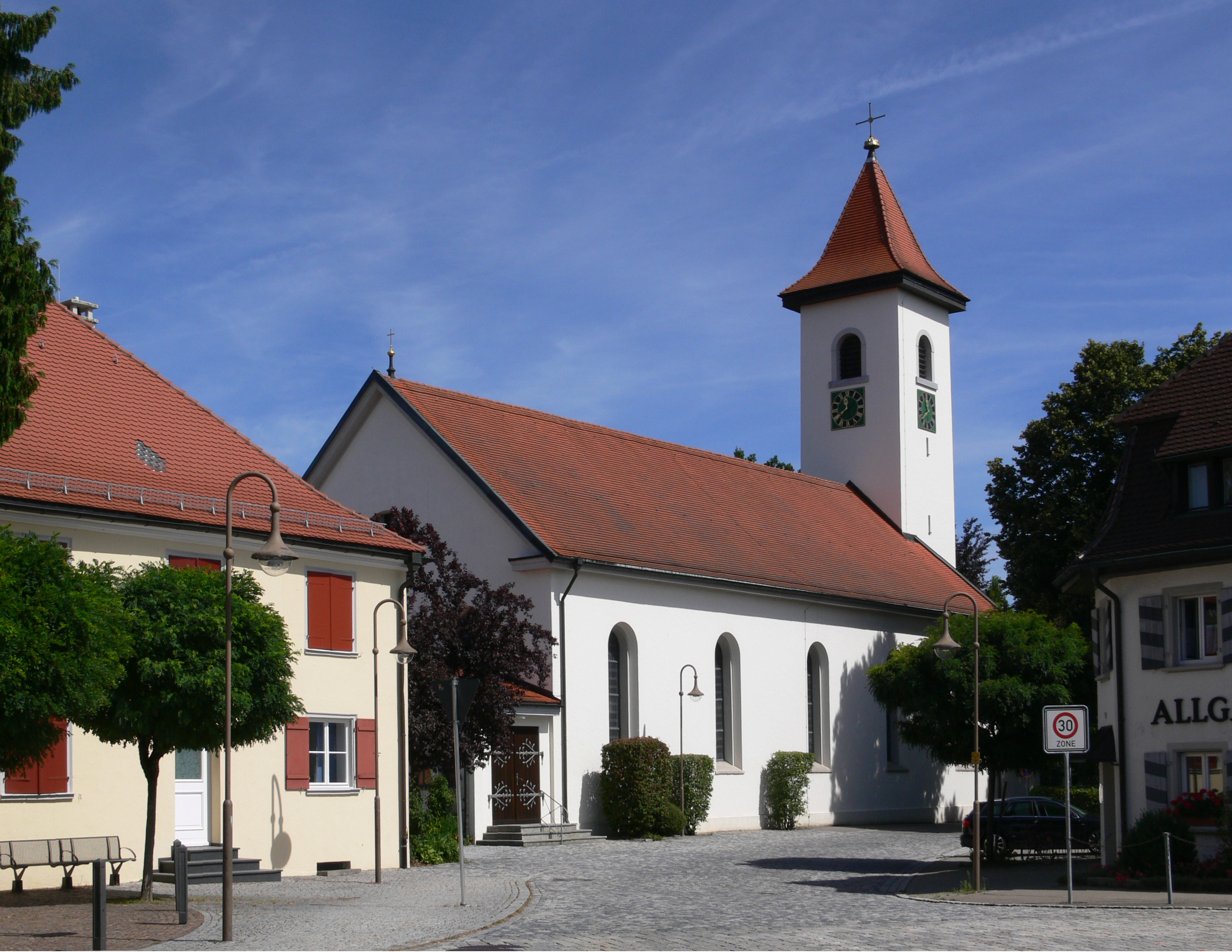
Pfarrkirche St. Anna in Vogt

St. Anna ist die römisch-katholische Pfarrkirche in der Gemeinde Vogt im baden-württembergischen Landkreis Ravensburg. Die zugehörige Kirchengemeinde ist Teil der Seelsorgeeinheit Tor zum Allgäu im 2007 gebildeten Dekanat Allgäu-Oberschwaben des Bistums Rottenburg. 

## Geschichte

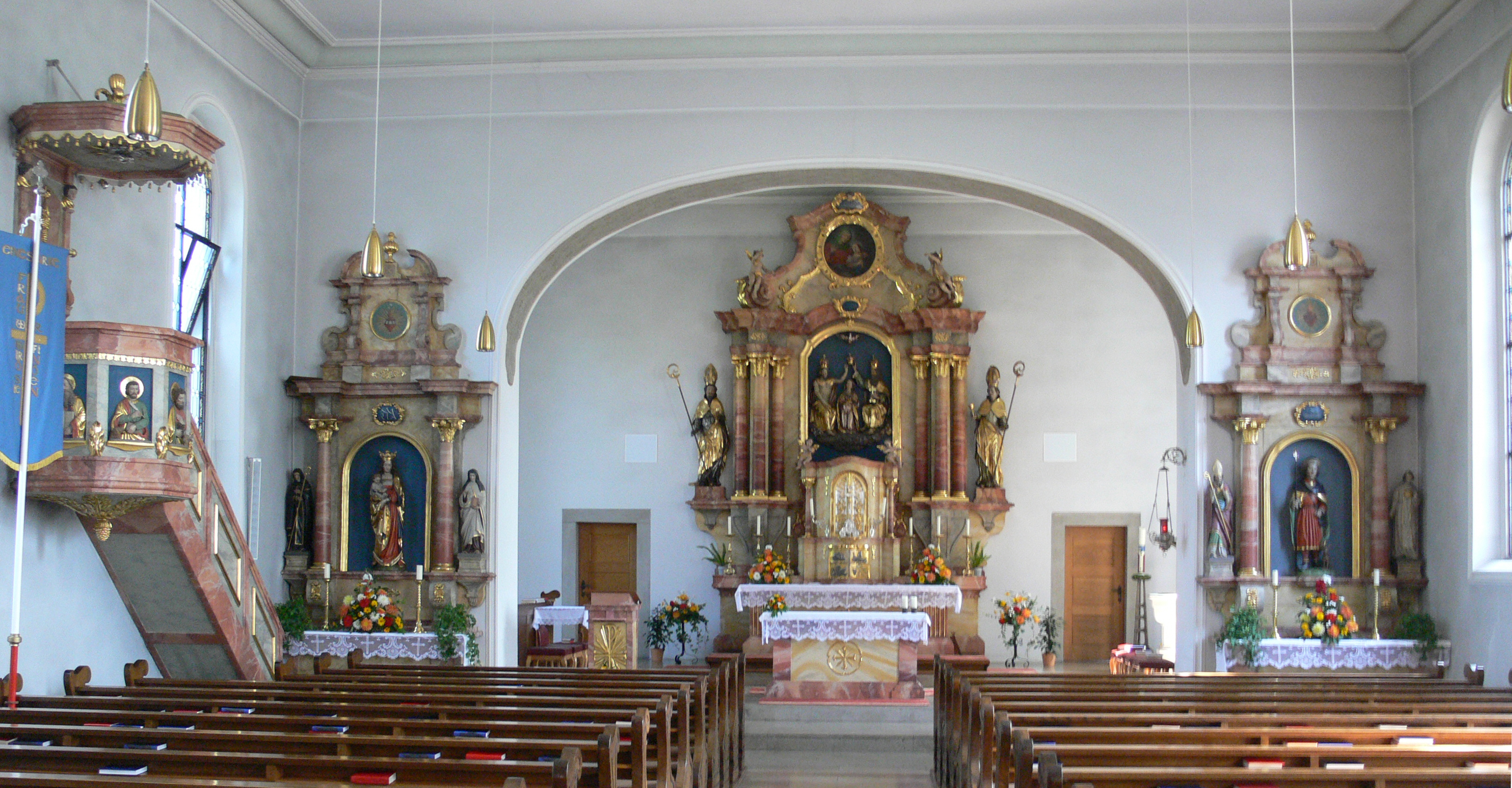
St. Anna, Innenansicht

Obwohl die Gemeinde Karsee bis 1952 Ortsteil von Vogt war, gehörte Vogt kirchlich bis 1808 als Kaplanei (Filialpfarrei) zur Pfarrei Karsee. Die um das Jahr 1500 auf der Gemarkung des Gutshofs Stüber vorm Wald (die heutige, markante Allgäu-Apotheke) gebaute Kapelle wurde 1808 zur Pfarrkirche geweiht. Durch den Reichsdeputationshauptschluss von 1803 wurden Kirchen und Klöster im Rahmen der Säkularisation durch den Staat enteignet. 1833 erfolgte der Abriss der nun viel zu klein gewordene Kapelle, an ihrer Stelle wurde die heutige Pfarrkirche St. Anna im Finanzkammerstil (also finanziert vom damaligen Königreich Württemberg) in vierjähriger Bauzeit erbaut. In der Amtszeit von Pfarrer Maximilian Hess wurde sie 1977/78 grundlegend modernisiert. 

## Modernisierung
Entgegen dem damaligen Trend des Zweiten Vatikanischen Konzils zur umfassenden Modernisierung wurde der Hochaltar auf Wirken der Denkmalbehörde weitgehend belassen und im Wesentlichen nur nach hinten an die Wand gerückt. Der damit im Chorraum gewonnene Platz wurde für einen zusätzlichen Altartisch genutzt, ein Volksaltar moderner Bauart. Dieser Altartisch ist der modernen Liturgieregel folgend zum Hauptschiff der Kirche, somit also der Kirchengemeinde zugewandt und dem Stil der vorhandenen Altäre nachempfunden. Die Kanzel wurde in Vogt, anders als in vielen Kirchen, in denen dem – damaligen Zeitgeist folgend – die Kanzeln abgebaut wurden, ebenso wie die beiden Seitenaltäre belassen, sie ist aber auch aus liturgischen Gründen nicht mehr in Gebrauch. Die Liturgiereform und die Installation moderner Beschallungsanlagen machte die erhöhte Position von Kanzeln nicht mehr notwendig. Mehrere wesentliche Ziele dieser Reform wurden umgesetzt: Die Sprache wurde von Latein auf Deutsch umgestellt und der Pfarrer gestaltete den Gottesdienst nun der Gemeinde auf Augenhöhe zugewandt. Im Rückblick wird in der Gemeinde die damalige Modernisierung allgemein als „sehr gelungener Kompromiss“ aus baulichem Bestand und Forderung der modernen Liturgieordnung bezeichnet.
Die Verlegung des verkehrstechnisch ungünstigen Seiteneingangs von der Kirchstraße an die Nord-Westseite mit neuem großzügigem Eingangsbereich, Heizungsmodernisierung, Umstellung des Geläuts auf Funkuhr, ein neuer Sakristeianbau, Orgel- und Chorgestaltung erfolgten dabei ebenfalls. 

## Orgel

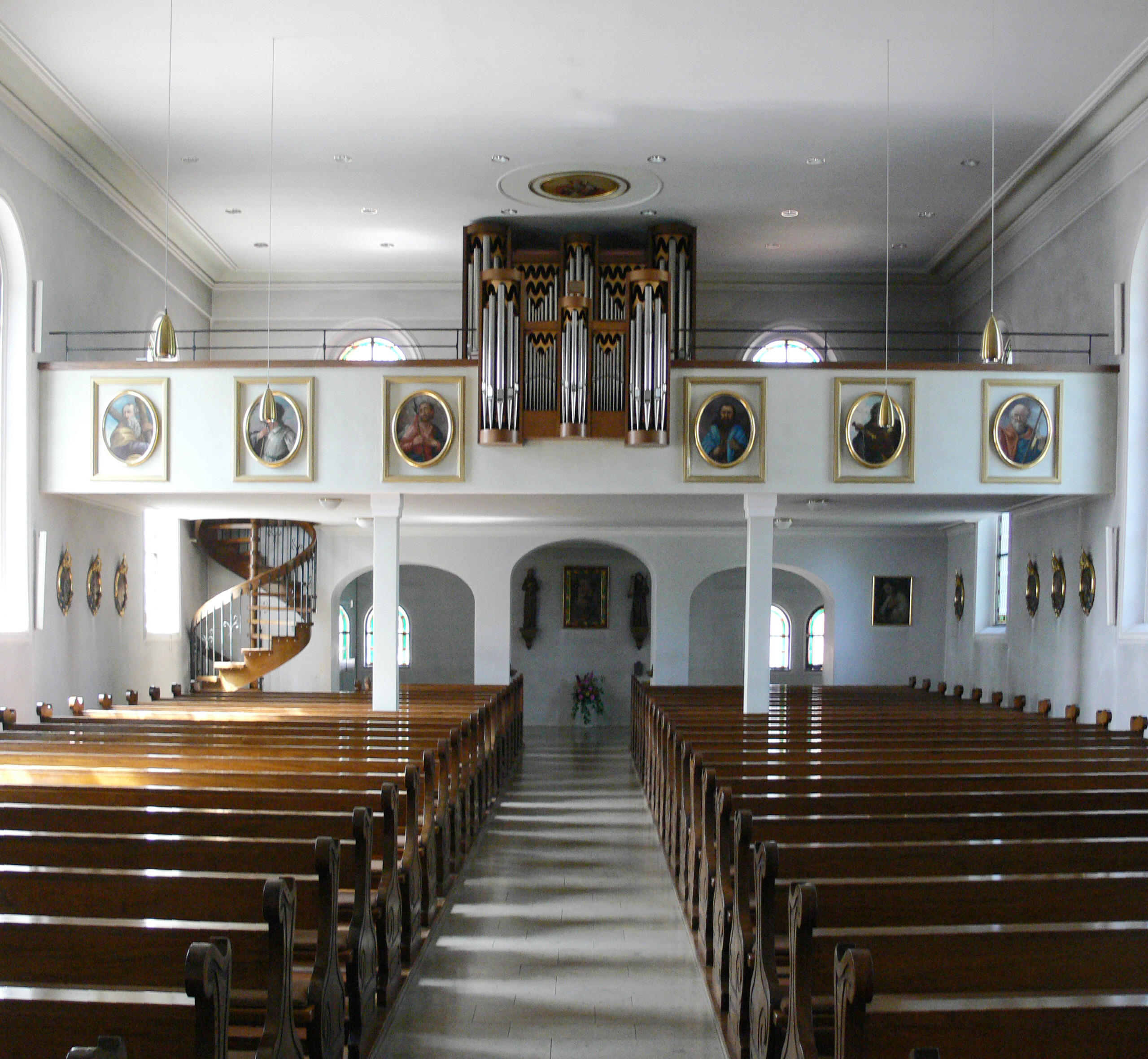
Empore mit Orgel

Auf der Empore im hinteren Teil der Kirche steht eine Orgel, die 1978 von Orgelbauer Reiser aus Biberach gebaut wurde. Sie verfügt über 20 Register mit insgesamt 1414 Orgelpfeifen auf zwei Manualen und Pedal.

## Glocken
Im Kirchturm von St. Anna hängen sechs Glocken aus Bronze. Die älteste, die 1623 von Glockengießer Volmer aus Biberach gegossene Annaglocke, dient heute als Wetterglocke und wird nur solistisch geläutet. Die anderen fünf Glocken bilden das Hauptgeläut, das 1962 von der Glockengießerei Gebhard in Kempten gegossen wurde. Sie ersetzten Glocken aus Weißbronze, die 1949 in der Glockengießerei Grüninger entstanden und wiederum Glocken ersetzten, die im Zweiten Weltkrieg für Rüstungszwecke beschlagnahmt worden waren.
| Glocke | Name                  | Gewicht | Schlagton | Funktion      |
| ------ | --------------------- | ------- | --------- | ------------- |
| 1      | St.-Anna-Glocke       | 1702 kg | des′      |               |
| 2      | Marienglocke          | 840 kg  | f′        | Angelusglocke |
| 3      | Christkönigsglocke    | 482 kg  | as′       |               |
| 4      | St.-Wendelinus-Glocke | 340 kg  | b′        |               |
| 5      | Josephsglocke         | 210 kg  | des″      | Schiedglocke  |
| VI     | Annaglocke            |         | as′       | Wetterglocke  |

## Umgebung
Die Gestaltung des Nordhofs der Kirche, eine bauliche Öffnung des Kriegerdenkmals am östlichen Ende der Kirche (ein zusätzliches, zweites Kriegerdenkmal wurde Mitte der 1980er Jahre auf dem neuen Waldfriedhof geschaffen), Verkehrsberuhigung der Kirchstraße und Modernisierung sowie Umnutzung des im Jahre 1777 erbauten historischen Pfarrhauses waren Teil einer gesamten Dorfmodernisierung in Abstimmung mit der Gemeindeverwaltung Vogt.